# HD 50551
HD 50551，又名BD+57 1017，SAO 26050、HR 2561，是一颗恒星，视星等为6.05，位于銀經158.68，銀緯23.38，其B1900.0坐标为赤經6h 48m 40.4s，赤緯+57° 23.38′ 25″。